# Antonio Fatati

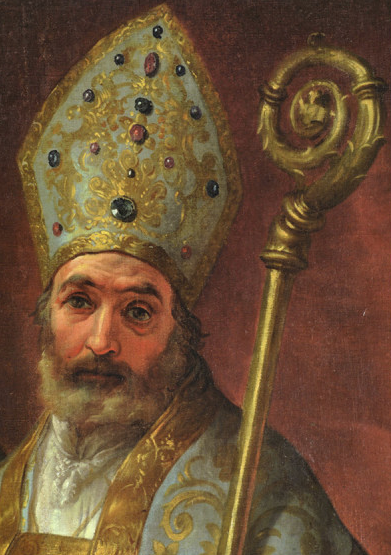
Beato Antonio Fatati

Antonio Fatati (Ancona, 1410-1484) fue un obispo italiano, conmemorado como beato por la Iglesia católica y cuya fiesta se conmemora el 9 de enero.
Ejerció como obispo de Ancona y Umana desde el 3 de noviembre de 1463 hasta su muerte. Fatati también ejerció como obispo en Teramo y Siena; en este último cargo fue obispo asistente del cardenal Francesco Todeschini Piccolomini (futuro papa Pío III y sobrino del entonces papa Pío II). También consiguió el favor de varios papas gracias a su trabajo y a importantes cargos dentro de los Estados Pontificios; entre otros, los de tesorero y canónigo.
Su fama de santidad se hizo notar a lo largo de su carrera episcopal y la devoción pública que se le profesó durante mucho tiempo permitió que el Papa Pío VI confirmara su beatificación a mediados de 1795.

## Beatificación
La causa formal para su eventual beatificación se inició en 1652 y culminó cuando el Papa Pío VI lo beatificó el 9 de mayo de 1765.